# 광천중학교
광천중학교(廣川中學校)는 대한민국 충청남도 홍성군 광천읍 광천리에 있는 공립 중학교이다.

## 학교 연혁
- 1946년 10월 21일 : 광천초급중학교 개교(광천상업고등학교 부지)
- 1973년 3월 15일 : 광천중학교와 광천여자중학교 분리(신설)
- 2014년 3월 1일 : 광천여자중학교와 통합(광천여중 부지로 임시 이전)
- 2016년 12월 27일 : 신축학교 개교식
- 2019년 3월 1일 : 광흥중학교 통폐합(광흥중 16명 편입)
- 2023년 3월 1일 : 김순연 교장 부임
- 2024년 2월 7일 : 제76회 졸업식(졸업생 47명, 총 13,311명)
- 2024년 3월 4일 : 2024학년도 입학 (신입생 41명 입학)

## 참고 자료
- 광천중학교 - 한국교육학술정보원 학교알리미